# گوریلاز
گوریلاز (به انگلیسی: Gorillaz) نام یک گروه مجازی موسیقی است که در سال ۱۹۹۸ توسط دِیمن آلبارن (خوانندهٔ گروه راک بلِر) و جیمی هیولت (خالق کمیک تنک گرل) بنیان گذاشته شد.
گروه از چهار شخصیت تخیلی به نام‌های ۲-دی (آواز، کیبورد)، مورداک (گیتار بیس)، نودل (گیتار، کیبورد، آواز) و راسل (درام) تشکیل شده و آلبارن تنها مشارکت‌کننده دائمی در این پروژه بوده‌است. سبک موسیقی گوریلاز را می‌توان آلترنتیو راکی نامید که از هیپ هاپ، موسیقی الکترونیک، و موسیقی ملل تأثیر گرفته‌است.
در طول دوران فعالیت، گوریلاز خود را به شکل‌های مختلفی در اجراهای زنده نشان داده‌است، مانند مخفی کردن گروه در تورها از دید مخاطبان در سال‌های اولیه، نمایش شخصیت‌ها روی صحنه از طریق گرافیک کامپیوتری و تورهای زنده مرسوم با اعضای کاملاً قابل مشاهده گروه. این گروه بیش از ۲۷ میلیون نسخه از کارهایشان را در سراسر جهان فروخته‌اند و نام آنها توسط رکوردهای جهانی گینس به عنوان «موفق‌ترین گروه مجازی» به ثبت رسیده‌است. آنها تاکنون برنده یک جایزه گرمی، دو جایزه وی‌ام‌اِیز، یک جایزه ان‌ام‌ای و چهار جایزه ای‌ام‌اِی شده‌اند. همچنین نامزد ۱۱ جایزه بریت بودند و در جوایز بریت ۲۰۱۸ به عنوان بهترین گروه بریتانیا شناخته شدند.

## آلبوم‌ها
| نام آلبوم                                  | مقاله         | تاریخ انتشار   |
| ۱. Gorillaz                                |               | ۲۴ آوریل ۲۰۰۱  |
| ۲. Demon Days                              |               | ۲۴ مه ۲۰۰۵     |
| ۳. Plastic Beach                           | ساحل پلاستیکی | ۲۴ مارس ۲۰۱۰   |
| ۴. The Fall                                | پاییز         | ۲۵ دسامبر ۲۰۱۰ |
| ۵. Humanz                                  |               | ۲۸ آوریل ۲۰۱۷  |
| ۶. The Now Now                             |               | ۲۹ ژوئن ۲۰۱۸   |
| ۷. Song Machine, Season One: Strange Timez |               | ۲۳ اکتبر ۲۰۲۰  |
| ۸. Cracker Island                          |               | ۲۴ فوریه ۲۰۲۳  |